# Neosemidalis (Leucosemidalis) trivialis
Neosemidalis (Leucosemidalis) trivialis is een insect uit de familie van de dwerggaasvliegen (Coniopterygidae), die tot de orde netvleugeligen (Neuroptera) behoort. 
Neosemidalis (Leucosemidalis) trivialis is voor het eerst wetenschappelijk beschreven door Meinander in 1972.